# Kiki (powiat poddębicki)
Kiki – wieś w Polsce położona w województwie łódzkim, w powiecie poddębickim, w gminie Wartkowice.
Nazwa Kiki pochodzi od staropolskiego kik – człowiek z odciętą ręką, liczba mnoga Kiki.

## Historia
Wieś po raz pierwszy była wzmiankowana ok. 1354 r. W XV w. wchodziła w skład znacznej posiadłości Porajów z Piorunowa. W końcu XVIII w. stanowiła własność Rocha Boxy Radoszewskiego, a przeprowadzony inwentarz stwierdza istnienie budowli obronnej otoczonej fosą.
W latach 1975–1998 miejscowość należała administracyjnie do województwa sieradzkiego.